# Paul Biwott

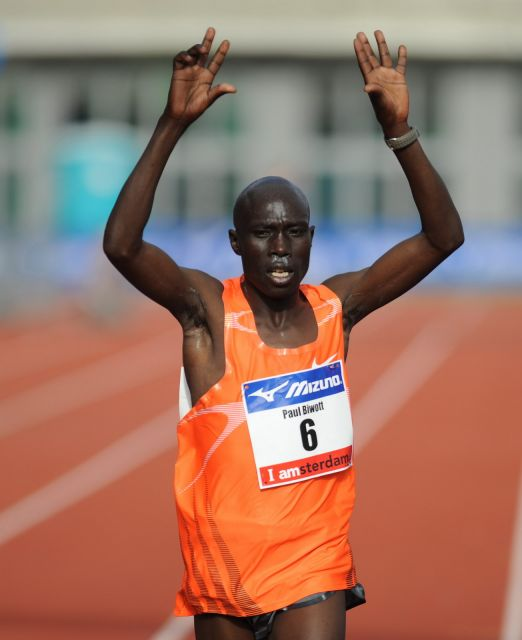
Paul Biwott beim Amsterdam-Marathon 2009.

Paul Biwott (Kipkemboi) (* 18. April 1978) ist ein kenianischer Marathonläufer.
2004 wurde er Dritter und 2005 Zweiter beim Paris-Marathon. Damit qualifizierte er sich für die Leichtathletik-Weltmeisterschaften in Helsinki, wo er den siebten Platz belegte. 2007 wurde er Zweiter beim Eindhoven-Marathon und 2008 Dritter beim Vienna City Marathon sowie beim JoongAng Seoul Marathon.

## Persönliche Bestzeiten
- 5000-Meter-Lauf: 13:27,65 min, 22. Juni 2000, Bratislava
- 10.000-Meter-Lauf: 27:35,01 min, 20. Juli 2002, Heusden-Zolder
- 10-km-Straßenlauf: 27:58 min, 27. Mai 2001, Den Haag
- 20 km: 58:27 min, 19. Oktober 2003, Paris
- Halbmarathon: 1:02:08 h, 7. Oktober 2001, Breda
- Marathon: 2:06:54 h, 16. Oktober 2011, Amsterdam